# هورينكا
هورينكا (بالأوكرانية: Горенка) هي قرية في بوتشا رايون في مقاطعة كييف، وتنتمي إلى مستوطنة هوستوميل هرومادا، إحدى مدن أوكرانيا.
حتى 18 يوليو 2020 كانت تقع هورينكا في منطقة كييف-سفياتوشين رايون، من ثم قُسمت المنطقة بين بوتش، فاستيف، وأوبوخيف رايون، مع نقل هورينكا إلى بوتشا رايون. 